# Tajahuerce
Tajahuerce es un municipio y localidad española de la provincia de Soria, en la comunidad autónoma de Castilla y León. El término municipal tiene una población de 23 habitantes (INE 2024).

## Geografía
El municipio tiene una superficie de 20,87 km². Pueblo de la comarca de Campo de Gómara y del partido judicial de Soria, desde el punto de vista jerárquico de la Iglesia católica forma parte de la diócesis de Osma la cual, a su vez, pertenece a la archidiócesis de Burgos. En su término se encuentra el despoblado de La Pica, que cuenta con un torreón de la reconquista árabe.

## Historia
Sobre la base de los datos del censo de Pecheros de 1528, en el que no se contaban eclesiásticos, hidalgos y nobles, se registra la existencia 27 pecheros, es decir unidades familiares que pagaban impuestos.
A la caída del Antiguo Régimen la localidad se constituyó en municipio constitucional en la región de Castilla la Vieja, partido de Ágreda, que en el censo de 1842 contaba con 35 hogares y 140 vecinos.

## Demografía
Cuenta con una población de 23 habitantes (INE 2024).
| Gráfica de evolución demográfica de Tajahuerce entre 1842 y 2021                                                      |
| |
| Población de derecho según los censos de población del INE. Población de hecho según los censos de población del INE. |

### Población por núcleos
| Núcleos    | Habitantes (2000) | Habitantes (2010) | Notas      |
| ---------- | ----------------- | ----------------- | ---------- |
| Tajahuerce | 47                | 32                |            |
| La Pica    | 0                 | 0                 | Despoblado |

## Economía
Su economía está basada en el cultivo de cereal y girasol, engorde de ganado porcino, parque eólico de generadores de energía eléctrica de 12 000 kW. 